# Asclepièon de Pèrgam
L'Asclepièon (en grec antic: Ασκληπιείον, Asklēpieion), o Santuari d'Asclepi, fou un santuari dedicat a Asclepi, a Pèrgam, a Anatòlia, Turquia. El seu jaciment arqueològic es troba a Mussala Mezarlik, a l'oest de l'actual ciutat de Bergama. Forma part del Patrimoni de la Humanitat de la UNESCO de Pèrgam i el seu paisatge cultural d'estrats múltiples.

## Història
Es va construir en l'època clàssica al voltant de l'any 400 abans de la nostra era, originàriament com a santuari privat. Es diu que el va fundar Arquies, un dels notables de la ciutat, que s'havia recuperat en l'Asclepièon d'Epidaure després d'un accident de caça. Llavors va fundar també un asclepièon a la seua ciutat natal.
El santuari va adquirir caràcter oficial a la ciutat durant el període hel·lenístic, a la fi de l'any 200 ae. El van reconstruir com a monument en el període romà sota l'emperador Hadrià el 117-138. Es va convertir en el segon asclepièon més important del món antic, just després de l'Asclepièon d'Epidaure, i es considerava un dels santuaris més importants de l'Imperi romà.

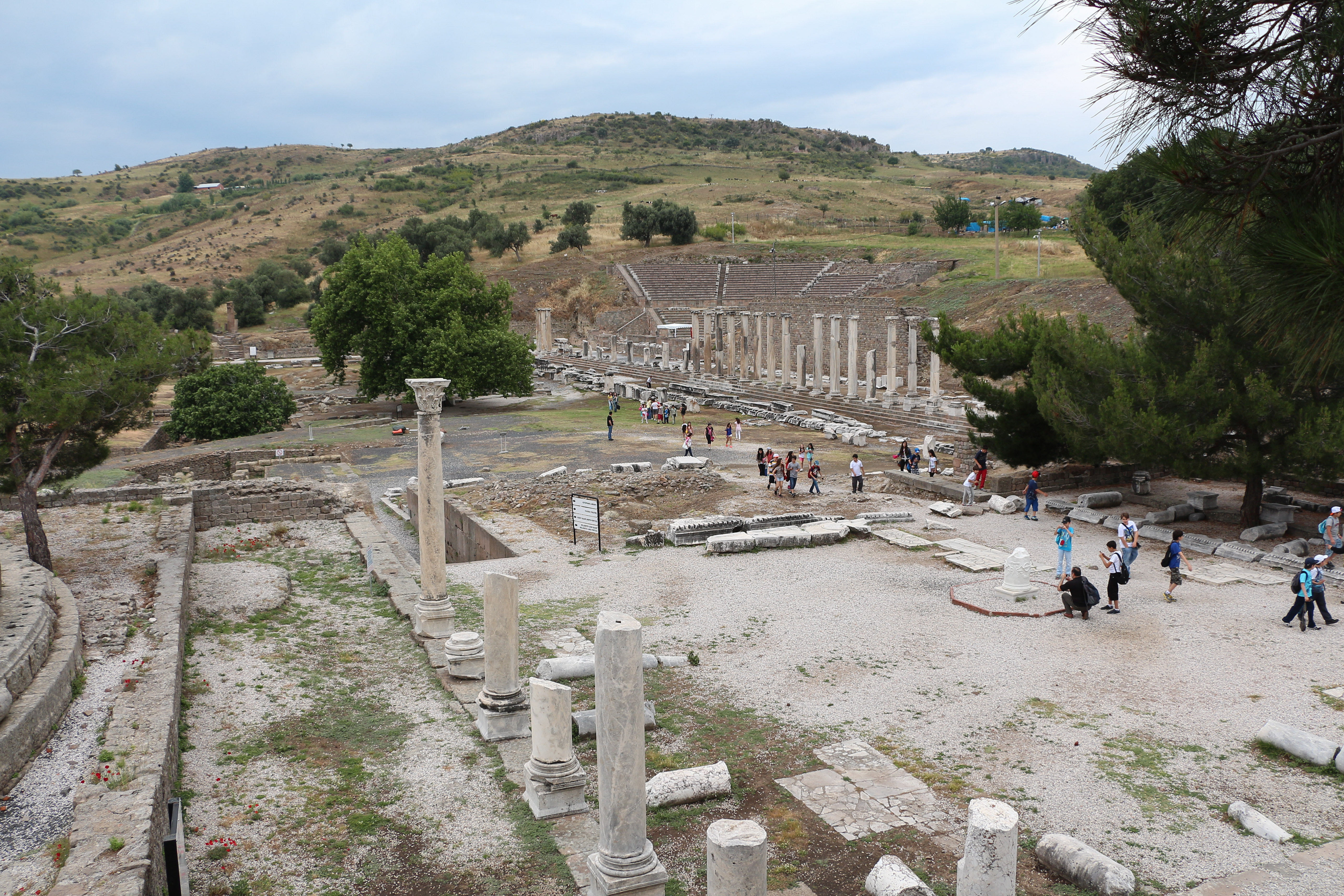
Restes de l'Asclepièon

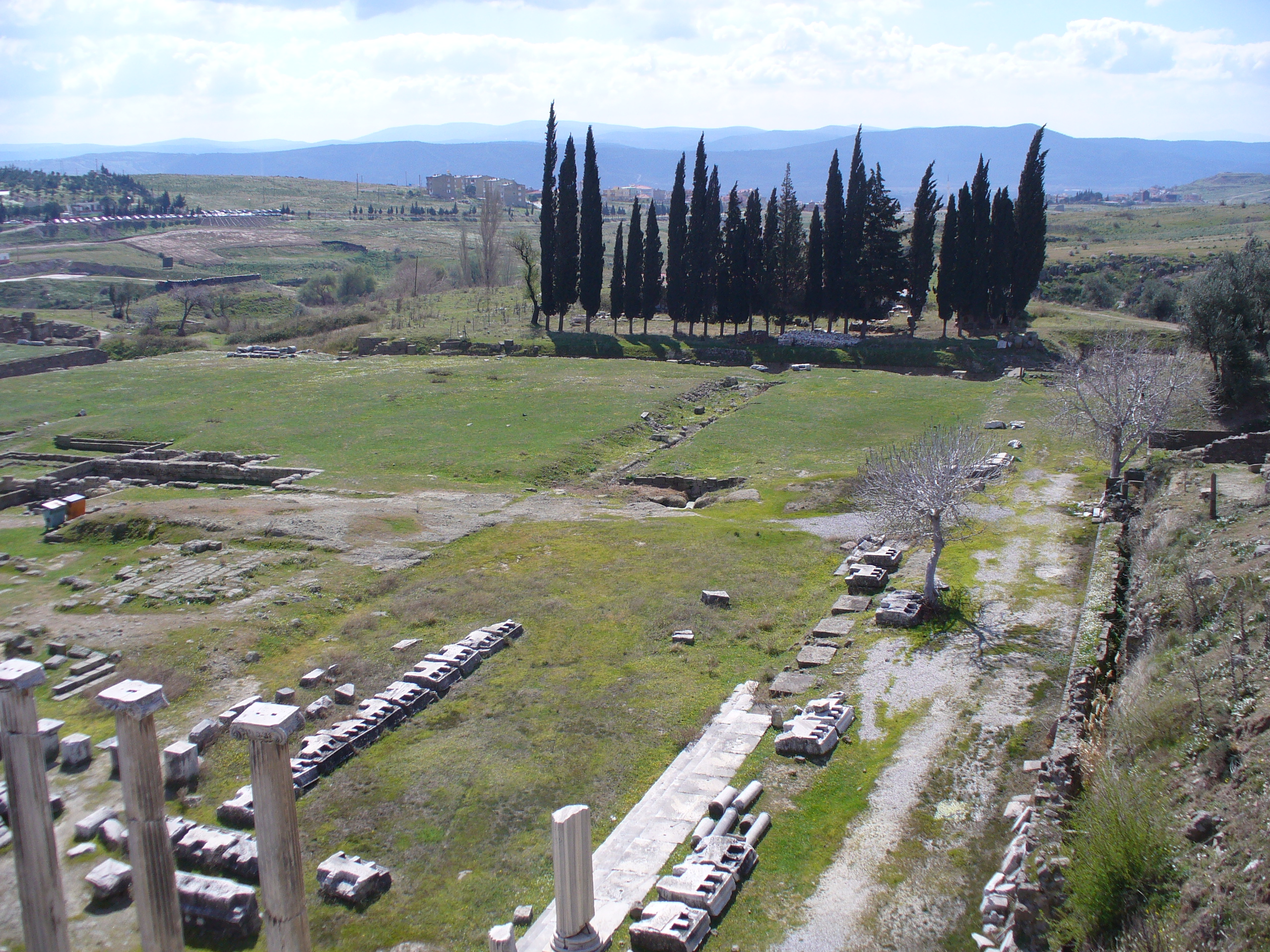
Restes de l'Asclepièon

El culte del santuari era típic dels cultes a Asclepi: els pelegrins hi acudien per a passar la nit, amb l'esperança de veure presagis que els afavorissen la curació. També fou el centre de l'escola de medicina de Galé, que era oriünd de la ciutat i hi va rebre la primera educació. Eli Aristides passà llargues temporades al santuari a la primeria del segle i per a curar-se, i hi va escriure en Discursos sagrats (Hieroi logoi). Aquesta obra és una de les fonts més importants per a comprendre el funcionament i el significat del santuari, que continuà emprant-se com a sanatori fins a ben entrat el  període cristià.

## Descripció
Estava situat al flanc sud-occidental de la ciutat antiga, a la riba nord del riu Caic (actual riu Bakır Çay), a uns 2,5 km al sud-oest de l'acròpolis. En època romana, la ciutat havia crescut de tal manera que la seua ala sud-oest s'estenia uns 500 metres des del santuari. S'unia a la ciutat per una calçada que passava al costat d'un teatre romà a la ciutat baixa.

### Edificis de principis del període hel·lenístic
A començaments del període hel·lenístic, hi havia un temple dedicat a Asclepi Sòter, així com els temples d'Apol·lo Cal·litecnos i Higiea, i altars. Els edificis de l'època n'inclouen un per a excavar fonts i els primers dormitoris de pelegrins a la banda sud del santuari. La ubicació de la deu degué determinar l'emplaçament original de tot el santuari. Se'n conserven poques restes d'aquests edificis.

### Edificis de l'època hel·lenística tardana
En el període hel·lenístic posterior, el santuari s'amplià i es va fer més monumental. Als costats sud, oest i est s'afegiren estoes, i al costat nord hi havia un nou edifici dormitori més gran. A l'oest del conjunt hi havia un gimnàs i una estoa d'estil dòric.

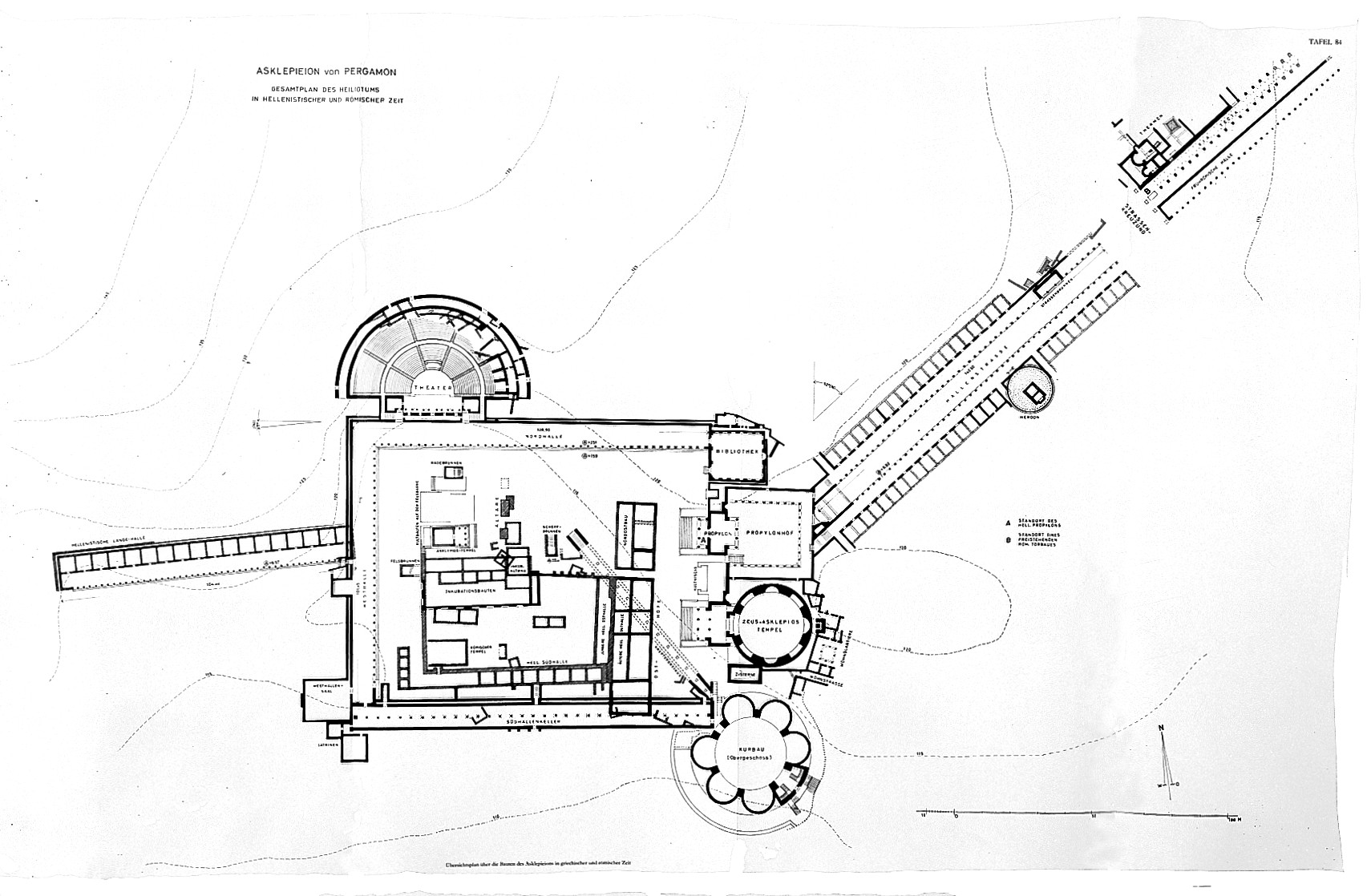
Planta de l'asclepièon

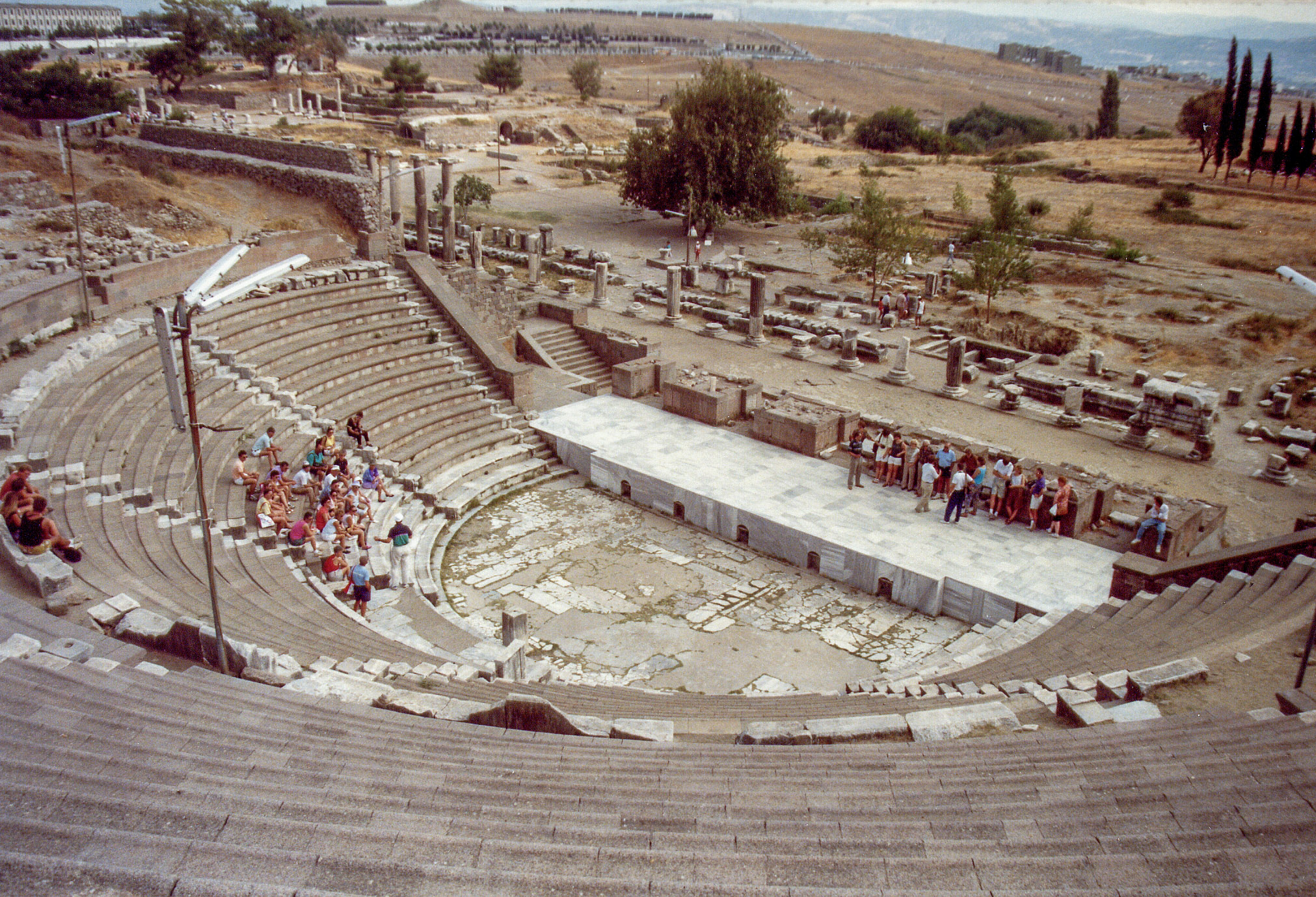
Teatre de l'asclepièon

Les restes dels edificis actuals de l'emplaçament daten sobretot de la reconstrucció d'Hadrià. El temple anterior i l'edifici dormitori restaren al bell mig d'un quadrat d'uns 100 × 132 m, flanquejat als costats nord, oest i sud per estoes jòniques. A l'est es trobava el propileu i el pati, que servia d'entrada a la zona del santuari i al qual s'accedia per una calçada des de la ciutat. En aquesta fase, la calçada estava flanquejada per columnes corínties.
L'edifici més destacat del nou pla era el temple circular de Zeus-Asclepi, situat a l'est del santuari, al sud del pati del propileu, inspirat en el Panteó d'Agripa romà. La inscripció dedicatòria del temple duu el nom de Luci Cuspi Pactumeu Rufí, cònsol de Pèrgam al 142. L'entrada al temple es se'n feia pel costat oest, enfront de la plaça, per una escala oberta i un vestíbul d'estil corinti. El diàmetre del temple era d'uns 23,9 m. El sostre tenia una cúpula decorada amb mosaics. Les parets contenien fornícules per a estàtues d'or. En l'obertura davant de l'entrada hi havia una estàtua de Zeus-Asclepi.
Al cantó nord-est del santuari, al nord de l'atri, n'hi havia la biblioteca, construïda per Flavia Melitene. Era un edifici quasi quadrat, i contenia una gran estàtua d'Hadrià, ara al Museu de Pèrgam. A la cantonada sud-est del conjunt hi havia un edifici circular de dues plantes. Se'n desconeix l'ús, potser era un tipus d'edifici sanatori. Tenia uns 26,5 m de diàmetre i es connectava a la plaça per un criptopòrtic. A la cantonada nord-oest del recinte hi havia un teatre semicircular i al sud-oest una luxosa latrina.